# Caragana sinica
Caragana sinica (Chinese 金鵲根 : Jīn què-gēn) es una especie de planta fanerógama perteneciente al género Caragana. Es originaria de China.

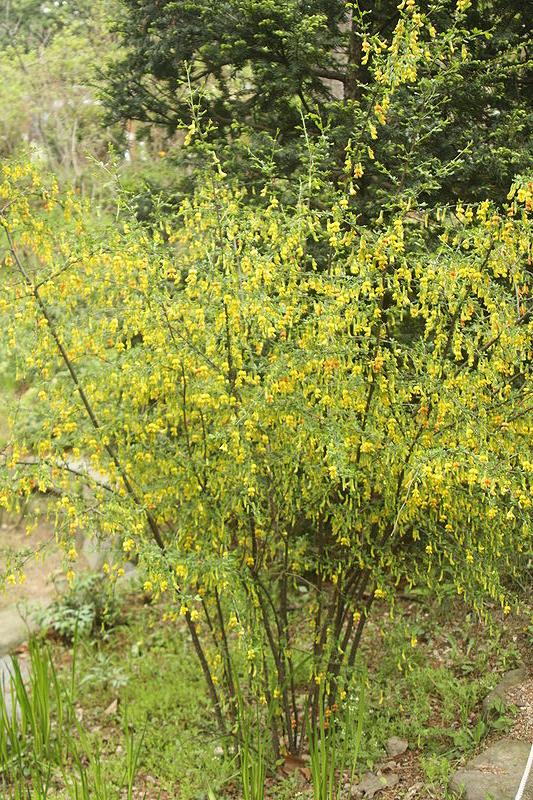
Vista de la planta

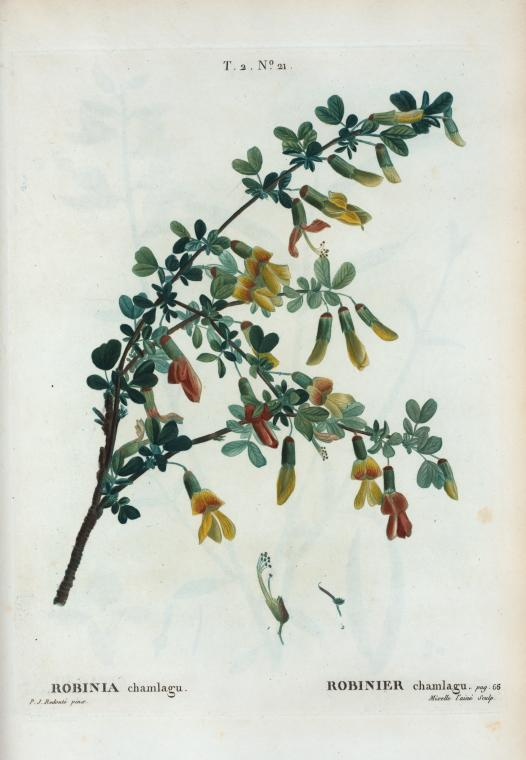
Ilustración

## Descripción
Arbustos que alcanzan un tamaño de 2 m de altura. Tiene la corteza de color marrón oscuro.  Hojas pinnadas o, a veces digitadas, 4-folioladas; pecíolo y raquis de 0,7-1,5 cm, caduca o persistente; láminas de las hojuelas obovadas a oblongo-obovadas, de 1-3,5 × 0,5 a 1,5 cm, pares apicales a menudo más grandes, ápice redondeado y mucronado. Flores solitarias.  Cáliz acampanado en tubo de 12 a 14 mm y corola amarilla, 2,8-3 cm; estándar estrechamente obovadas. Leguminosas, de 3-3,5 cm. Florece de abril a mayo; fructifica en julio. Tiene un número de cromosomas de n = 16, 24.

## Distribución y hábitat
Se encuentra en la colinas de la montaña; por debajo de 400-1800 m s. n. m., en Anhui, Fujian, Gansu, Guangxi, Guizhou, Hebei, Henan, Hubei, Hunan, Jiangsu, Jiangxi, Liaoning, Shaanxi, Shandong, Sichuan, Yunnan, Zhejiang en Corea; cultivado y naturalizado en Japón.

## Propiedades
Caragana sinica se conoce que produce los trímeros estilbenoides α-viniferina, que muestra la actividad inhibidora de la acetilcolinesterasa, y miyabenol C, una proteína quinasa C inhibidor y dos tetrámeros de estilbeno kobofenol A y carasinol B.

## Taxonomía
Caragana chamlagu fue descrita por (Buc'hoz) Rehder y publicado en Journal of the Arnold Arboretum 22(4): 576. 1941.
Sinonimia
- Aspalathus chamlagu (Lam.) Kuntze
- Caragana chamlagu Lam.
- Caragana chamlayu Lam.
- Robinia chamlagu L'Her.
- Robinia chamlagu L'Hér.
- Robinia sinensis Buc'hoz
- Robinia sinica Buc'hoz[5][6]